# Thallarcha gradata
Thallarcha gradata là một loài bướm đêm thuộc phân họ Arctiinae, họ Erebidae.